# Awtomagistrala Russe–Weliko Tarnowo
Die Awtomagistrala Russe–Weliko Tarnowo bzw. Awtomagistrala A7 (bulgarisch Автомагистрала Русе – Велико Търново) ist eine geplante und teilweise im Bau befindliche Autobahn in Nordbulgarien. Sie ist mit einer voraussichtlichen Länge von 132,84 km geplant und soll von der Donaustadt Russe nach Weliko Tarnowo führen; dabei ist sie Teil des IX. Paneuropäischen Korridors. Im weiteren Verlauf soll sie über Stara Sagora, Chaskowo und Kardschali eine der Nord-Süd-Achsen Bulgariens bilden. Darüber hinaus soll sie überregional die griechischen Ägäis-Häfen Kavala und Alexandroupoli mit der Donau und im weiteren nördlichen Verlauf mit der rumänischen Hauptstadt Bukarest verbinden. Im Dezember 2023 startete der Bau mit der Umfahrung der Stadt Bjala als erstem Bauabschnitt.

## Name
Bulgarische Autobahnen werden normalerweise mit einem Namen offiziell neben der Autobahnnummer benannt. Da dies bislang nicht geschehen ist, wird die Autobahn mit den Namen der größeren Städten an ihrem Anfangs- und Endpunkt bezeichnet.

## Planung
Die eigentliche Idee einer Autobahn zwischen Russe und Weliko Tarnowo im Rahmen einer Nord-Süd-Verbindung ist seit Längerem vorhanden; die jetzigen konkreten Planungen begannen mit dem Erstellen eines Projektplans für eine solche Autobahn im Oktober 2015. Es folgten weitere Vorplanungen und Verträge. Unter anderem wurde die zu bauende Strecke in drei Abschnitte unterteilt: Russe - Bjala, Umfahrung von Bjala und Bjala - Weliko Tarnowo. Für die ersten beiden Abschnitte wurden im Oktober und November 2022 die Verträge mit den Bauunternehmen geschlossen.
Mit dem Bau dieser Autobahn verspricht man sich eine Verkehrsberuhigung in den Orten auf der Strecke der Republikstraße 5, welche auch in Nord-Süd-Richtung verläuft. Dies soll durch die Verlagerung des Schwerlastverkehrs auf die Autobahn gelingen. Diese Verlagerung soll zudem im Rahmen des IX. Paneuropäischen Korridors eine Verbesserung des Verkehrs zwischen Rumänien und Bulgarien sowie der Türkei und Griechenland bewirken.
Sie ist vollständig vierstreifig mit einer Höchstgeschwindigkeit von 120 km/h geplant. Es sind zudem Rastplätze vorgesehen.
Die Kosten für die Autobahn wurden 2015 mit 250 Mio. Euro prognostiziert.

### Verlauf
Der Beginn der Autobahn soll in Zukunft auf einer neuen Brücke über die Donau (genannt Donaubrücke 3) sein. Der erste Abschnitt schließt direkt an diese Brücke an und beginnt mit einer Anschlussstelle bei Marten mit der Republikstraße 21. Russe wird südlich umfahren; es folgt eine leicht hügelige Landschaft im Norden Bulgariens vorbei an der Kleinstadt Dwe mogili. Abschnitt 2 stellt die relativ weite nördliche Umfahrung von Bjala dar. Diese Stadt soll in der Nähe ihres Bahnhofs (welcher sich außerhalb der Kernstadt befindet) eine Anschlussstelle bekommen. Danach folgt die Grenze zwischen den Oblasten Russe und Weliko Tarnowo. In der letztgenannten Oblast befindet sich Abschnitt 3 der Autobahn, welcher nochmals dreifach unterteilt ist. Im März 2025 schrieb die nationale Agentur Straßeninfrastruktur die Projektierung und Bau des Abschnitts öffentlich aus. Geplant ist unter anderem ein Autobahnkreuz mit der ebenfalls dort geplanten A2 "Hemus" und das Autobahnende der Awtomagistrala bei Debelez.

## Bau
Mitte 2023 begannen die Enteignungen von privaten Grundstücken in den ersten beiden Abschnitten. Insgesamt bilden diese Grundstücke eine Länge von 19 Kilometer. Die notwendigen Entschädigungszahlungen werden von der staatlichen Agentur Straßeninfrastruktur (bulgarisch Агенция "Пътна инфраструктура") bezahlt.
Am 3. Dezember 2023 erfolgte der erste Spatenstich für den Bau des Abschnitts Los 2 (die ersten 7,9 km der Umfahrung von Bjala ).